# Royaume de Kong

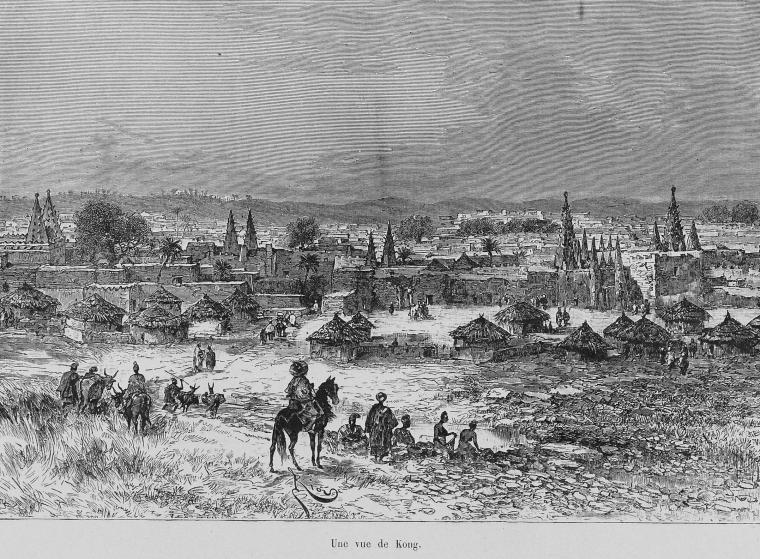
Vue de Kong (fin du XIX)

Le royaume de Kong est un ancien royaume Dioulas  (XIe – XIXe siècles), situé au nord de l'actuel territoire de la Côte d'Ivoire.
Sa capitale était Kong (Côte d'Ivoire).